# Joseph Nihoul
Pour les articles homonymes, voir Nihoul.
Joseph Félix Louis Nihoul, né le 5 février 1880 à Tourinnes-Saint-Lambert et mort le 11 mars 1971 à Cras-Avernas est un homme politique belge catholique.
Il est élu conseiller communal (1921) et bourgmestre (1921-47) de Cras-Avernas, sénateur de l'arrondissement de Huy-Waremme (1932-1936 et 1939-1949).
Il est inhumé au cimetoère de Cras-Avernas.